# Liste der Auslandsvertretungen Brasiliens

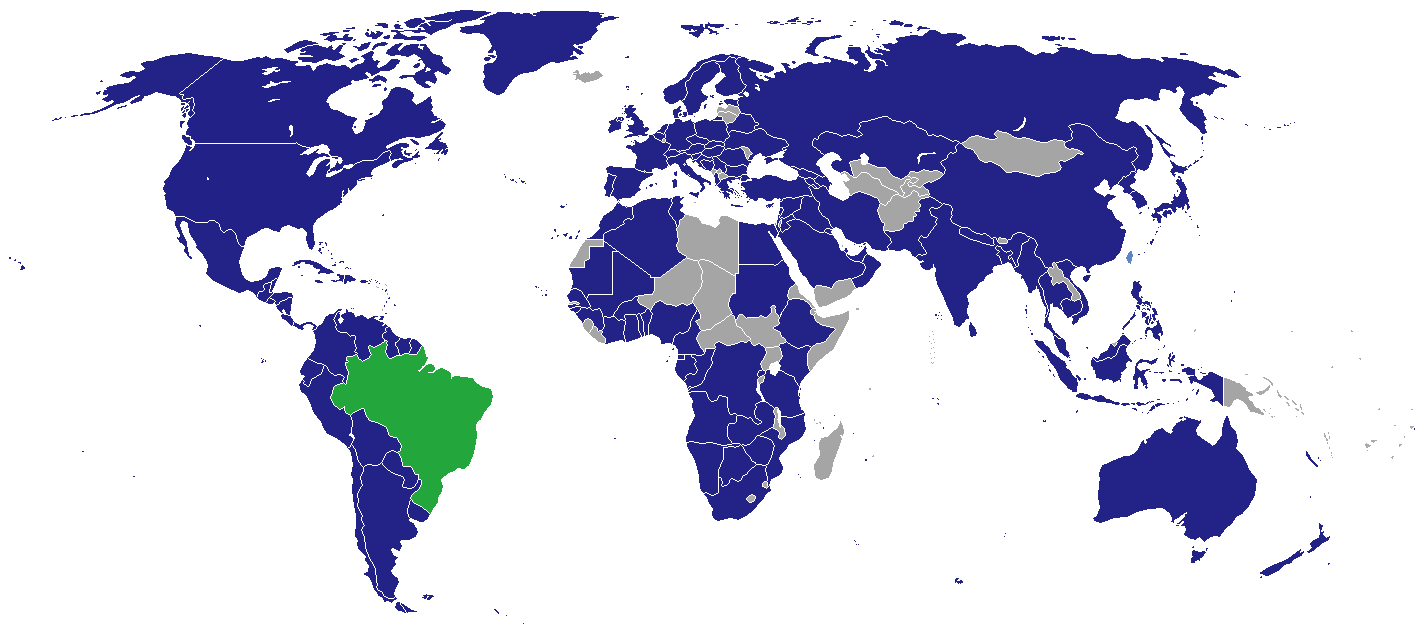
Standorte der diplomatischen Vertretungen (Botschaften und Konsulate, ohne Honorarkonsulate)

Dies ist eine Liste der diplomatischen Vertretungen Brasiliens. Brasilien unterhält ein Netzwerk von über 130 Botschaften und Vertretungen weltweit.

## Diplomatische Vertretungen

### Afrika

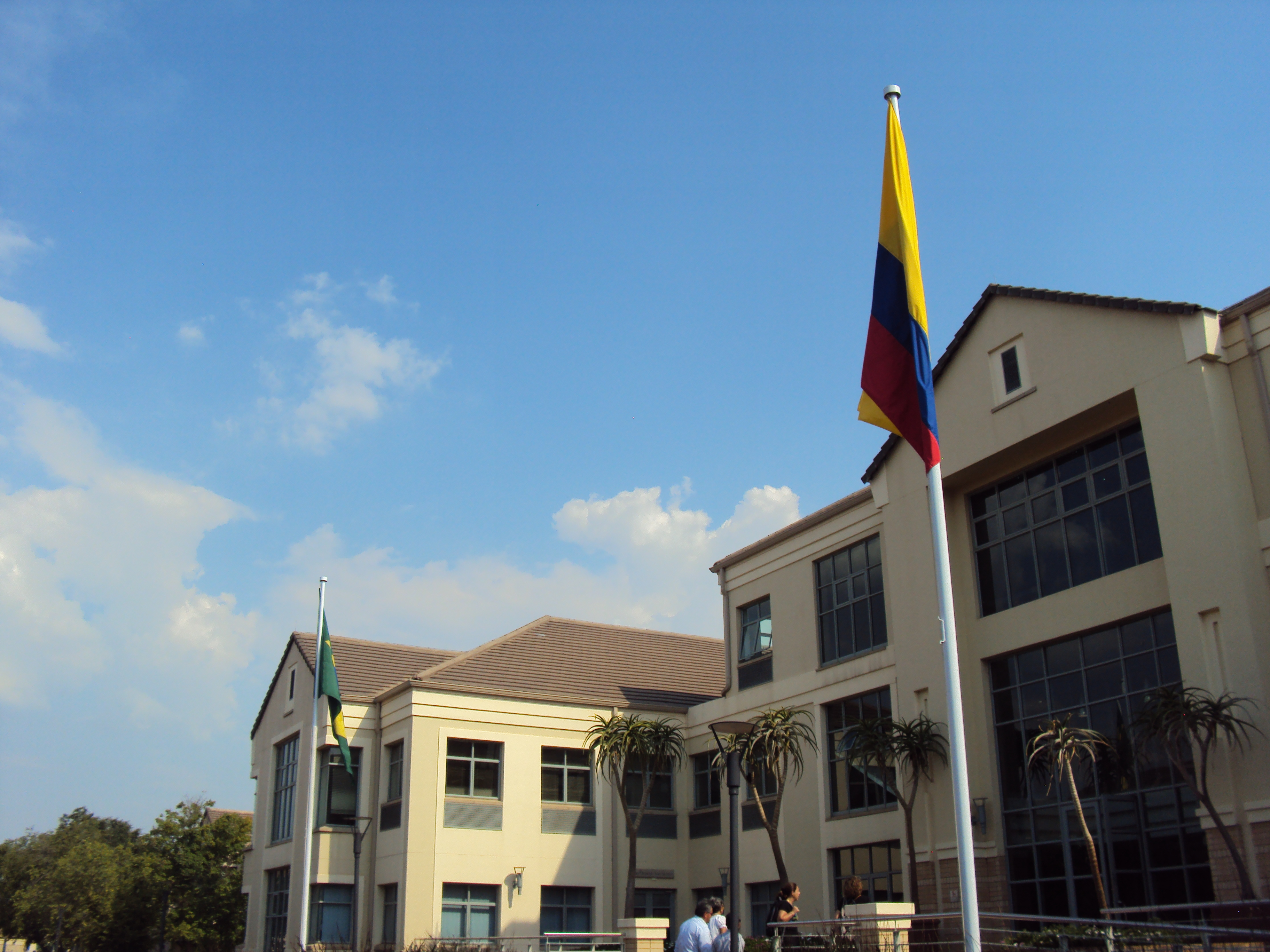
Brasilianische Botschaft in Pretoria (zusammen mit Kolumbien)

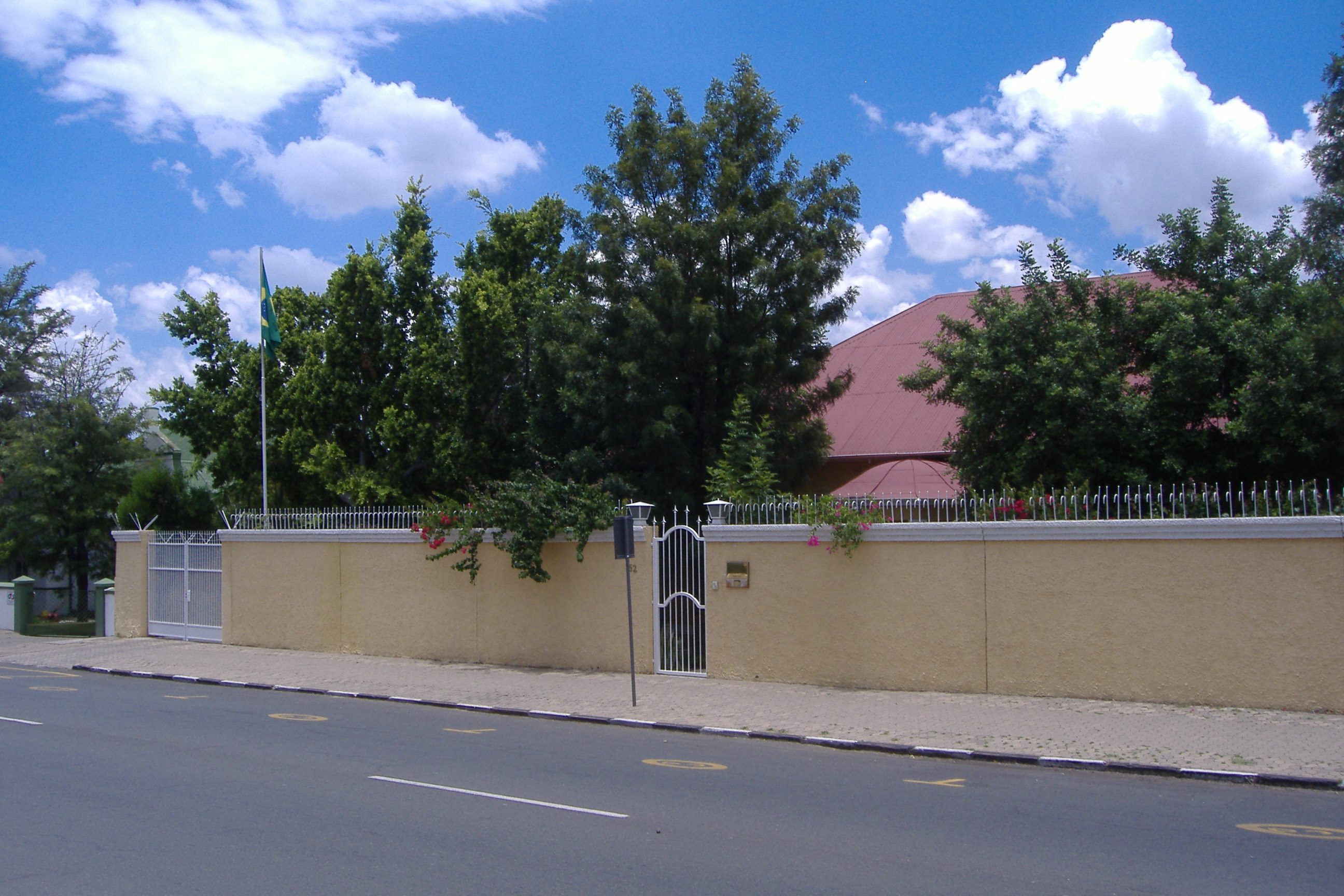
Brasilianische Botschaft in Windhoek

| - Ägypten: Kairo, Botschaft (→ Liste der Botschafter) - Algerien: Algier, Botschaft (→ Liste der Botschafter) - Angola: Luanda, Botschaft (→ Liste der Botschafter) - Äquatorialguinea: Malabo, Botschaft (→ Liste der Botschafter) - Äthiopien: Addis Abeba, Botschaft (→ Liste der Botschafter) - Benin: Cotonou, Botschaft (→ Liste der Botschafter) - Botswana: Gaborone, Botschaft (→ Liste der Botschafter) - Burkina Faso: Ouagadougou, Botschaft (→ Liste der Botschafter) - Elfenbeinküste: Abidjan, Botschaft (→ Liste der Botschafter) - Gabun: Libreville, Botschaft (→ Liste der Botschafter) - Ghana: Accra, Botschaft (→ Liste der Botschafter) - Guinea: Conakry, Botschaft (→ Liste der Botschafter) - Guinea-Bissau: Bissau, Botschaft (→ Liste der Botschafter) - Kamerun: Jaunde, Botschaft (→ Liste der Botschafter) - Kap Verde: Praia, Botschaft (→ Liste der Botschafter) - Kenia: Nairobi, Botschaft (→ Liste der Botschafter) - Kongo, Demokratische Republik: Kinshasa, Botschaft (→ Liste der Botschafter) | - Kongo, Republik: Brazzaville, Botschaft (→ Liste der Botschafter) - Mali: Bamako, Botschaft (→ Liste der Botschafter) - Marokko: Rabat, Botschaft (→ Liste der Botschafter) - Mauretanien: Nouakchott, Botschaft (→ Liste der Botschafter) - Mosambik: Maputo, Botschaft (→ Liste der Botschafter) - Namibia: Windhoek, Botschaft (→ Liste der Botschafter) - Nigeria: Abuja, Botschaft (→ Liste der Botschafter) - Nigeria: Lagos, Generalkonsulat - Sambia: Lusaka, Botschaft (→ Liste der Botschafter) - São Tomé und Príncipe: São Tomé, Botschaft (→ Liste der Botschafter) - Senegal: Dakar, Botschaft (→ Liste der Botschafter) - Simbabwe: Harare, Botschaft (→ Liste der Botschafter) - Südafrika: Pretoria, Botschaft (→ Liste der Botschafter) - Südafrika: Kapstadt, Generalkonsulat - Sudan: Khartum, Botschaft (→ Liste der Botschafter) - Tansania: Daressalam, Botschaft (→ Liste der Botschafter) - Togo: Lomé, Botschaft (→ Liste der Botschafter) - Tunesien: Tunis, Botschaft (→ Liste der Botschafter) |

### Asien

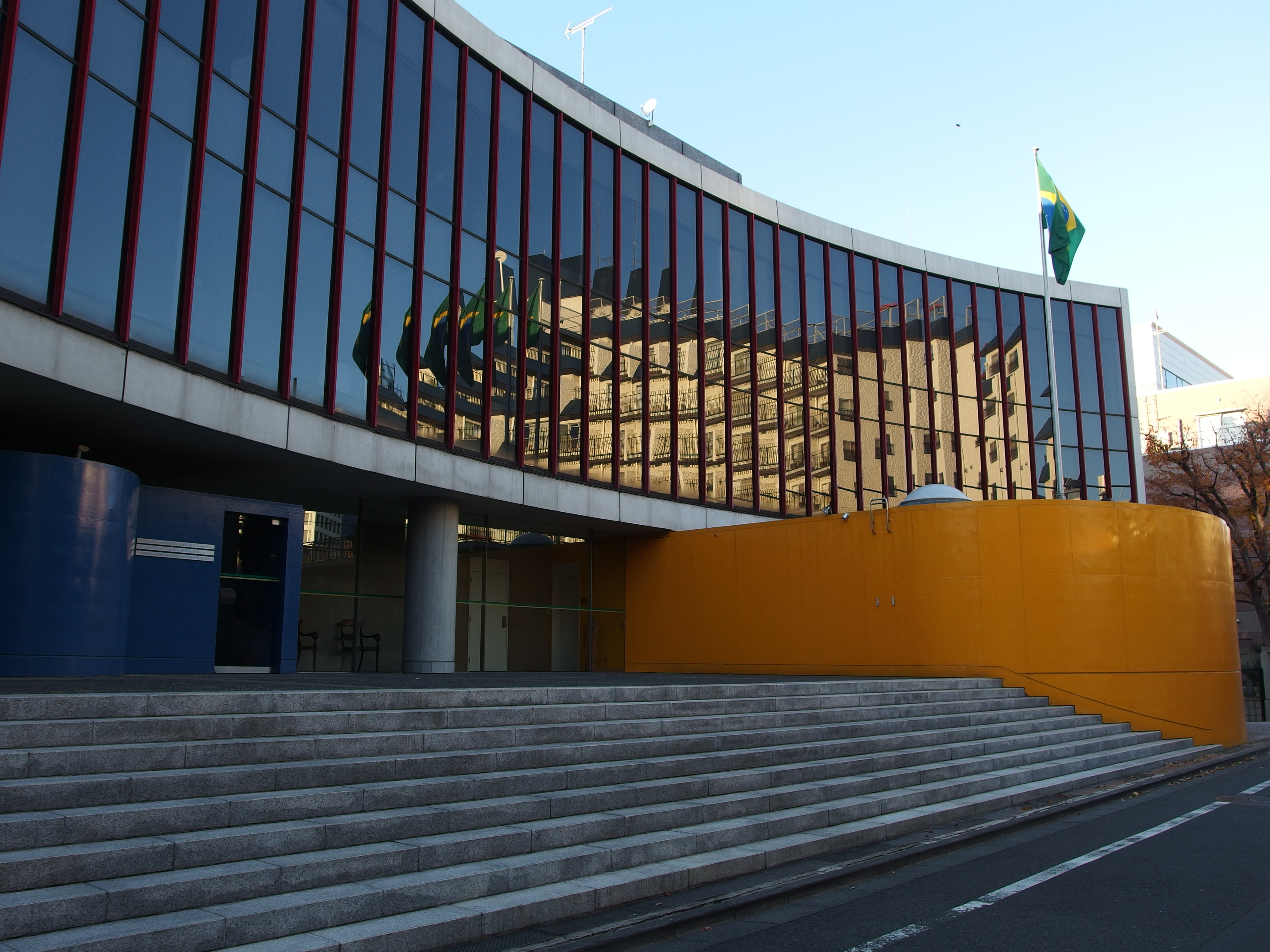
Brasilianische Botschaft in Tokio

| - Armenien: Jerewan, Botschaft (→ Liste der Botschafter) - Aserbaidschan: Baku, Botschaft (→ Liste der Botschafter) - Bahrain: Manama, Botschaft - Bangladesch: Dhaka, Botschaft (→ Liste der Botschafter) - China, Volksrepublik: Peking, Botschaft (→ Liste der Botschafter) - China, Volksrepublik: Chengdu, Generalkonsulat - China, Volksrepublik: Guangzhou, Generalkonsulat - China, Volksrepublik: Hongkong, Generalkonsulat - China, Volksrepublik: Shanghai, Generalkonsulat - China, Republik (Taiwan): Taipei, Vertretung - Indien: Neu-Delhi, Botschaft (→ Liste der Botschafter) - Indien: Mumbai, Generalkonsulat - Indonesien: Jakarta, Botschaft (→ Liste der Botschafter) - Irak: Bagdad, Botschaft (→ Liste der Botschafter) - Iran: Teheran, Botschaft (→ Liste der Botschafter) - Israel: Tel Aviv, Botschaft (→ Liste der Botschafter) - Japan: Tokio, Botschaft (→ Liste der Botschafter) - Japan: Hamamatsu, Generalkonsulat - Japan: Nagoya, Generalkonsulat - Jordanien: Amman, Botschaft (→ Liste der Botschafter) - Kasachstan: Astana, Botschaft (→ Liste der Botschafter) - Katar: Doha, Botschaft (→ Liste der Botschafter) - Kuwait: Kuwait, Botschaft (→ Liste der Botschafter) - Libanon: Beirut, Botschaft (→ Liste der Botschafter) | - Malaysia: Kuala Lumpur, Botschaft (→ Liste der Botschafter) - Myanmar: Rangun, Botschaft (→ Liste der Botschafter) - Nepal: Kathmandu, Botschaft (→ Liste der Botschafter) - Nordkorea: Pjöngjang, Botschaft (→ Liste der Botschafter) - Oman: Maskat, Botschaft (→ Liste der Botschafter) - Osttimor: Dili, Botschaft (→ Liste der Botschafter) - Pakistan: Islamabad, Botschaft (→ Liste der Botschafter) - Palästina: Ramallah, Vertretung (→ Liste der Botschafter) - Philippinen: Manila, Botschaft (→ Liste der Botschafter) - Saudi-Arabien: Riad, Botschaft (→ Liste der Botschafter) - Singapur: Singapur, Botschaft (→ Liste der Botschafter) - Sri Lanka: Colombo, Botschaft (→ Liste der Botschafter) - Südkorea: Seoul, Botschaft (→ Liste der Botschafter) - Syrien: Damaskus, Botschaft (→ Liste der Botschafter) - Thailand: Bangkok, Botschaft (→ Liste der Botschafter) - Türkei: Ankara, Botschaft (→ Liste der Botschafter) - Türkei: Istanbul, Generalkonsulat - Vereinigte Arabische Emirate: Abu Dhabi, Botschaft (→ Liste der Botschafter) - Vereinigte Arabische Emirate: Dubai, Generalkonsulat - Vietnam: Hanoi, Botschaft (→ Liste der Botschafter) |

### Australien und Ozeanien

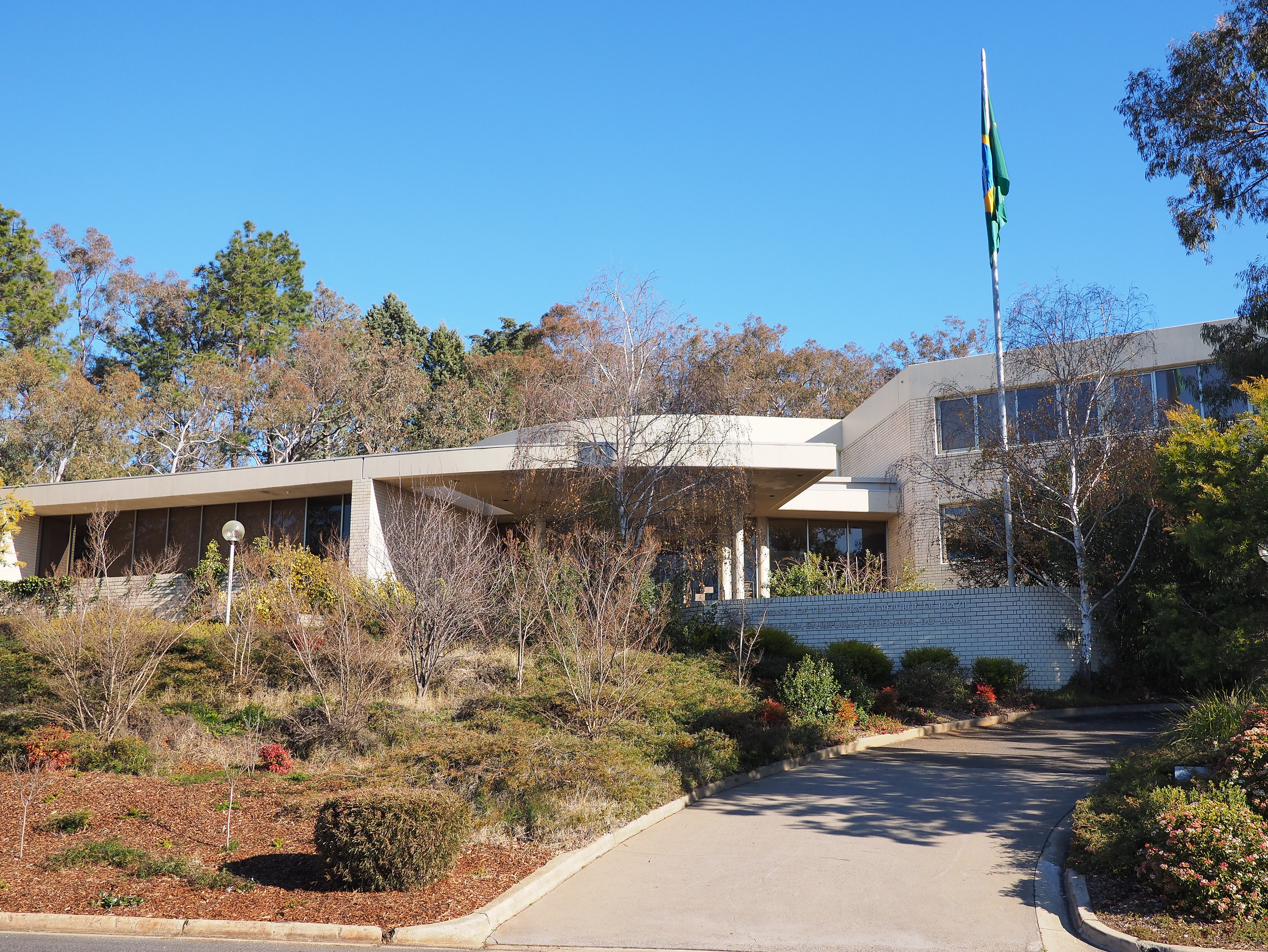
Brasilianische Botschaft in Canberra

| - Australien: Canberra, Botschaft (→ Liste der Botschafter) - Australien: Sydney, Generalkonsulat | - Neuseeland: Wellington, Botschaft (→ Liste der Botschafter) |

### Europa

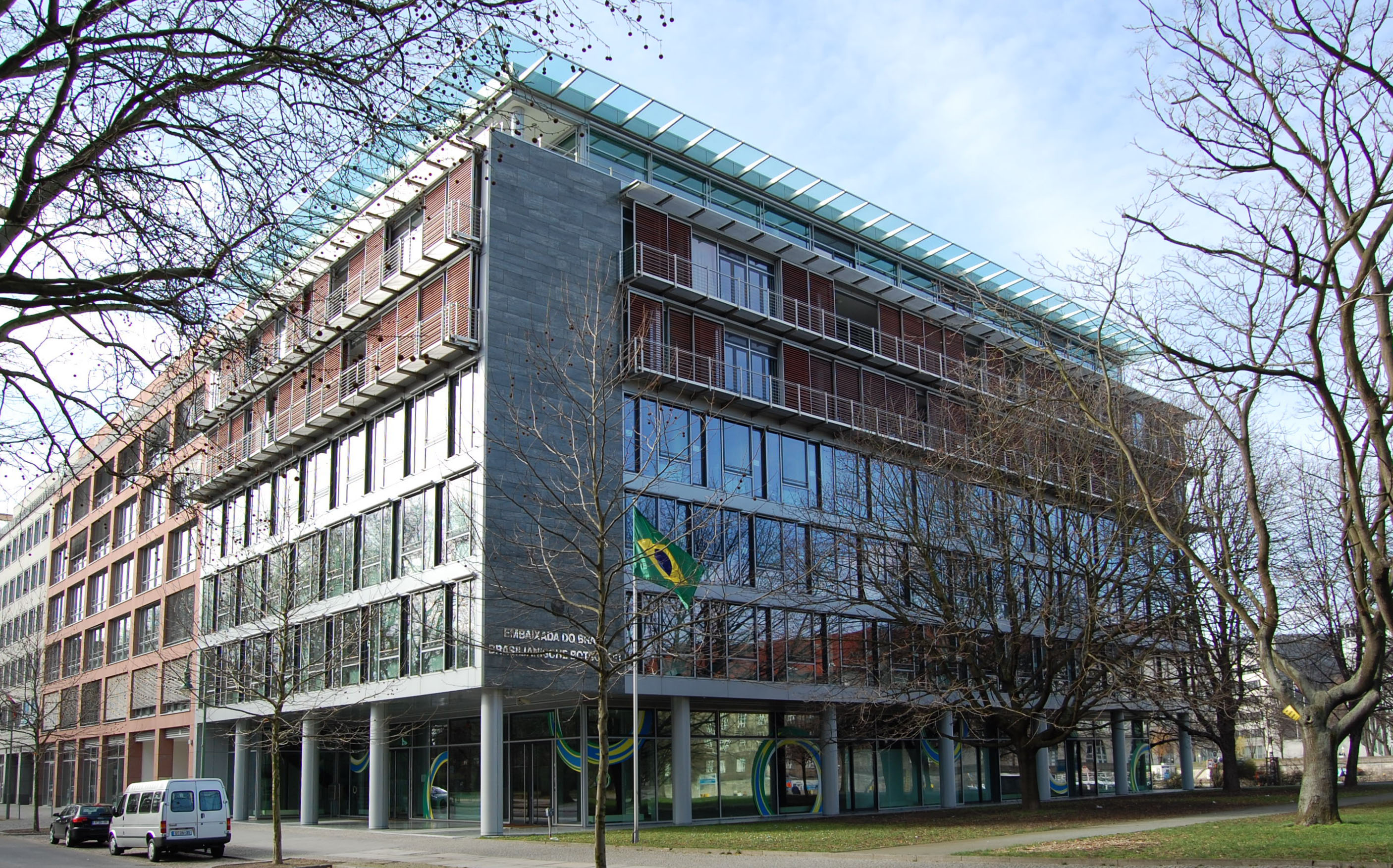
Brasilianische Botschaft in Berlin

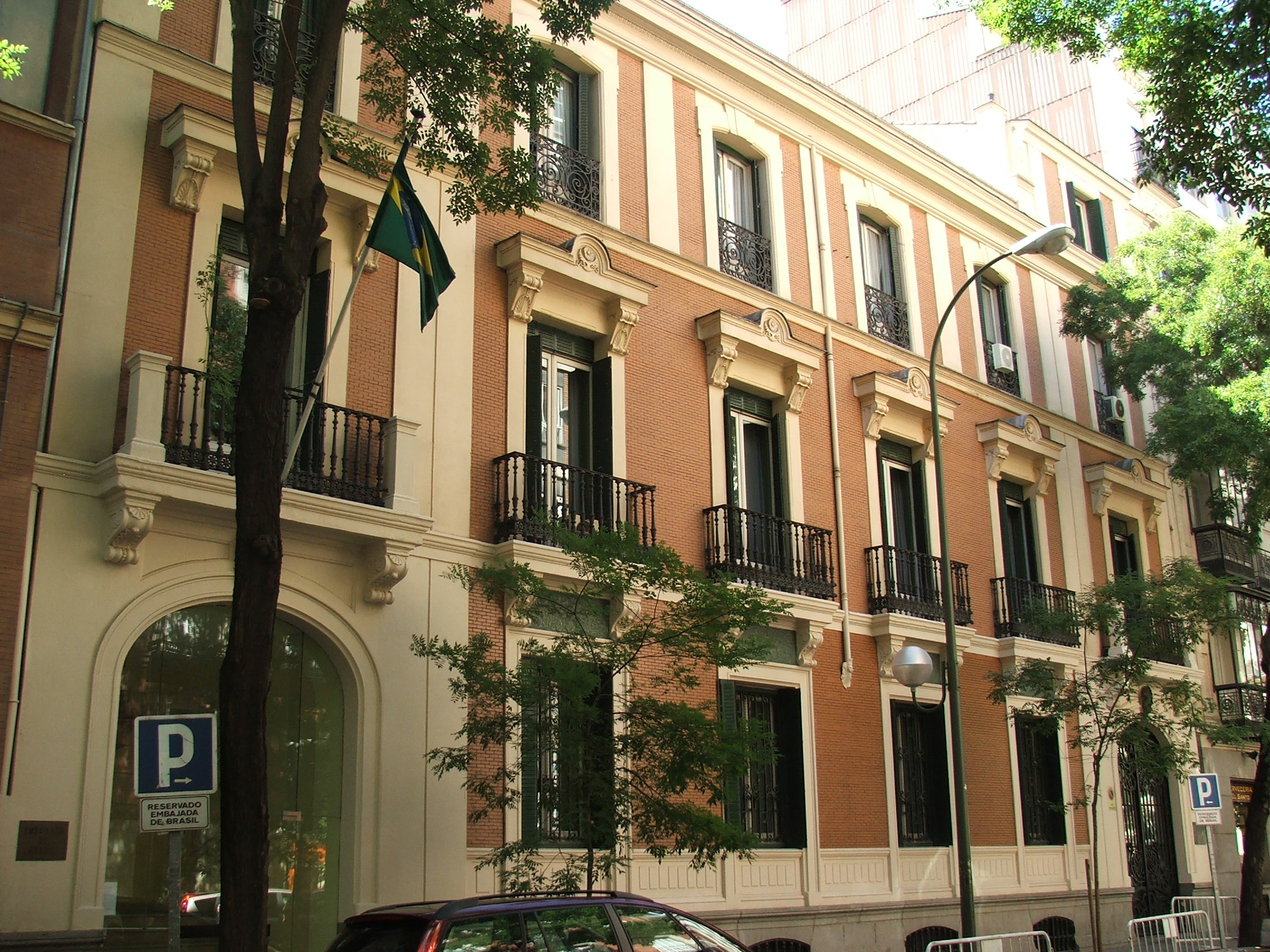
Brasilianische Botschaft in Madrid

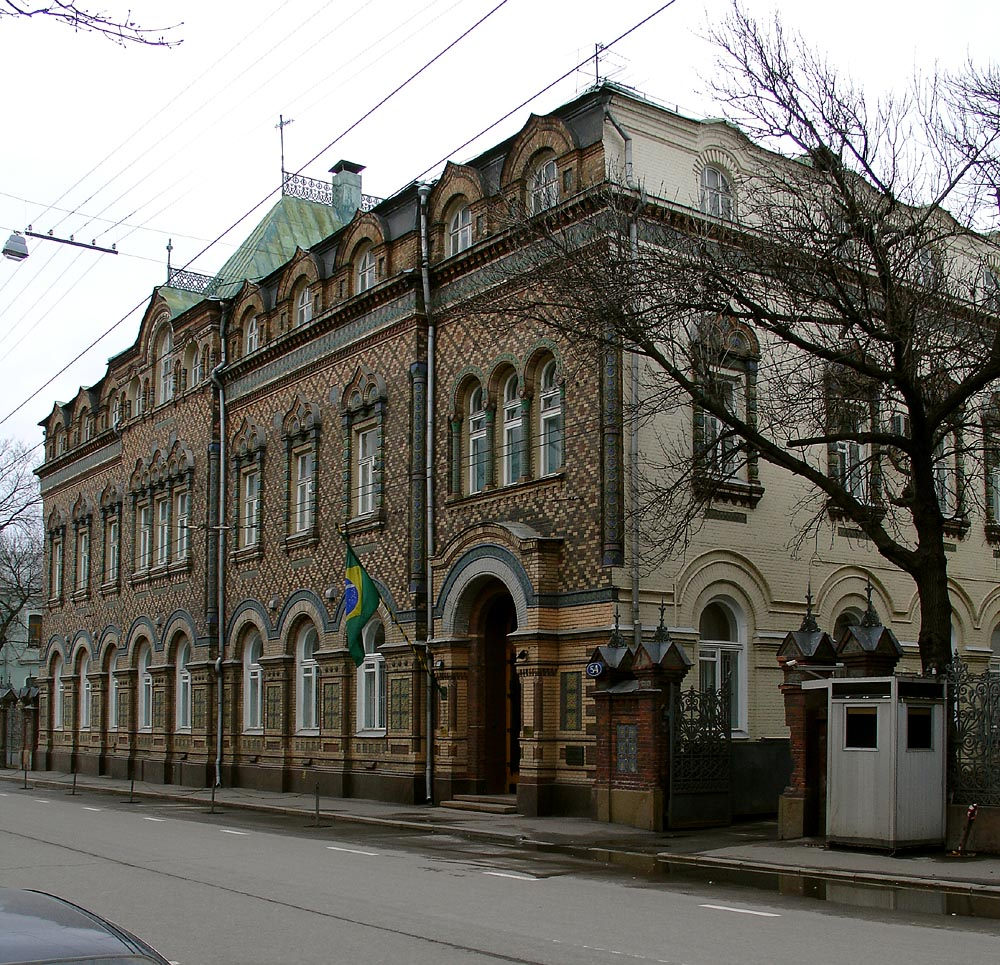
Brasilianische Botschaft in Moskau

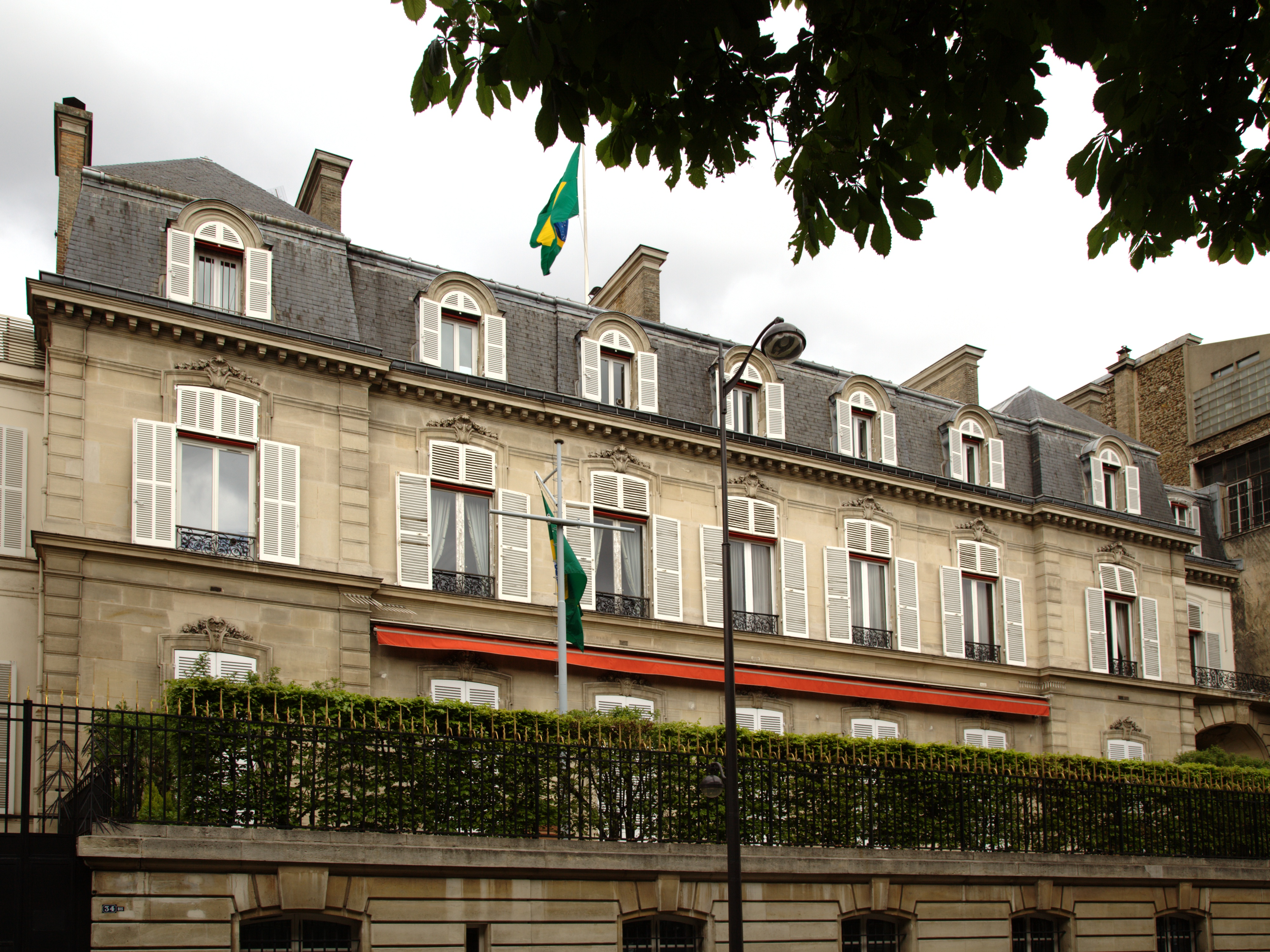
Brasilianische Botschaft in Paris

| - Albanien: Tirana, Botschaft (→ Liste der Botschafter) - Belarus: Minsk, Botschaft (→ Liste der Botschafter) - Belgien: Brüssel, Botschaft (→ Liste der Botschafter) - Bosnien und Herzegowina: Sarajewo, Botschaft (→ Liste der Botschafter) - Bulgarien: Sofia, Botschaft (→ Liste der Botschafter) - Dänemark: Kopenhagen, Botschaft (→ Liste der Botschafter) - Deutschland: Berlin, Botschaft (→ Liste der Botschafter) - Deutschland: Frankfurt am Main, Generalkonsulat - Deutschland: München, Generalkonsulat - Estland: Tallinn, Botschaft (→ Liste der Botschafter) - Finnland: Helsinki, Botschaft (→ Liste der Botschafter) - Frankreich: Paris, Botschaft (→ Liste der Botschafter) - Frankreich: Cayenne, Generalkonsulat - Frankreich: Saint-Georges, Konsulat - Georgien: Tiflis, Botschaft (→ Liste der Botschafter) - Griechenland: Athen, Botschaft (→ Liste der Botschafter) - Heiliger Stuhl: Rom, Botschaft (→ Liste der Botschafter) - Irland: Dublin, Botschaft (→ Liste der Botschafter) - Italien: Rom, Botschaft (→ Liste der Botschafter) - Italien: Mailand, Generalkonsulat - Kroatien: Zagreb, Botschaft (→ Liste der Botschafter) - Niederlande: Den Haag, Botschaft (→ Liste der Botschafter) - Niederlande: Amsterdam, Generalkonsulat | - Norwegen: Oslo, Botschaft (→ Liste der Botschafter) - Österreich: Wien, Botschaft (→ Liste der Botschafter) - Polen: Warschau, Botschaft (→ Liste der Botschafter) - Portugal: Lissabon, Botschaft (→ Liste der Botschafter) - Portugal: Faro, Generalkonsulat - Portugal: Porto, Generalkonsulat - Rumänien: Bukarest, Botschaft (→ Liste der Botschafter) - Russland: Moskau, Botschaft (→ Liste der Botschafter) - Schweden: Stockholm, Botschaft (→ Liste der Botschafter) - Schweiz: Bern, Botschaft (→ Liste der Botschafter) - Schweiz: Genf, Generalkonsulat - Schweiz: Zürich, Generalkonsulat - Serbien: Belgrad, Botschaft (→ Liste der Botschafter) - Slowakei: Bratislava, Botschaft (→ Liste der Botschafter) - Slowenien: Ljubljana, Botschaft (→ Liste der Botschafter) - Spanien: Madrid, Botschaft (→ Liste der Botschafter) - Spanien: Barcelona, Generalkonsulat - Tschechien: Prag, Botschaft (→ Liste der Botschafter) - Ukraine: Kiew, Botschaft (→ Liste der Botschafter) - Ungarn: Budapest, Botschaft (→ Liste der Botschafter) - Vereinigtes Königreich: London, Botschaft (→ Liste der Botschafter) - Zypern: Nikosia, Botschaft (→ Liste der Botschafter) |

### Nordamerika

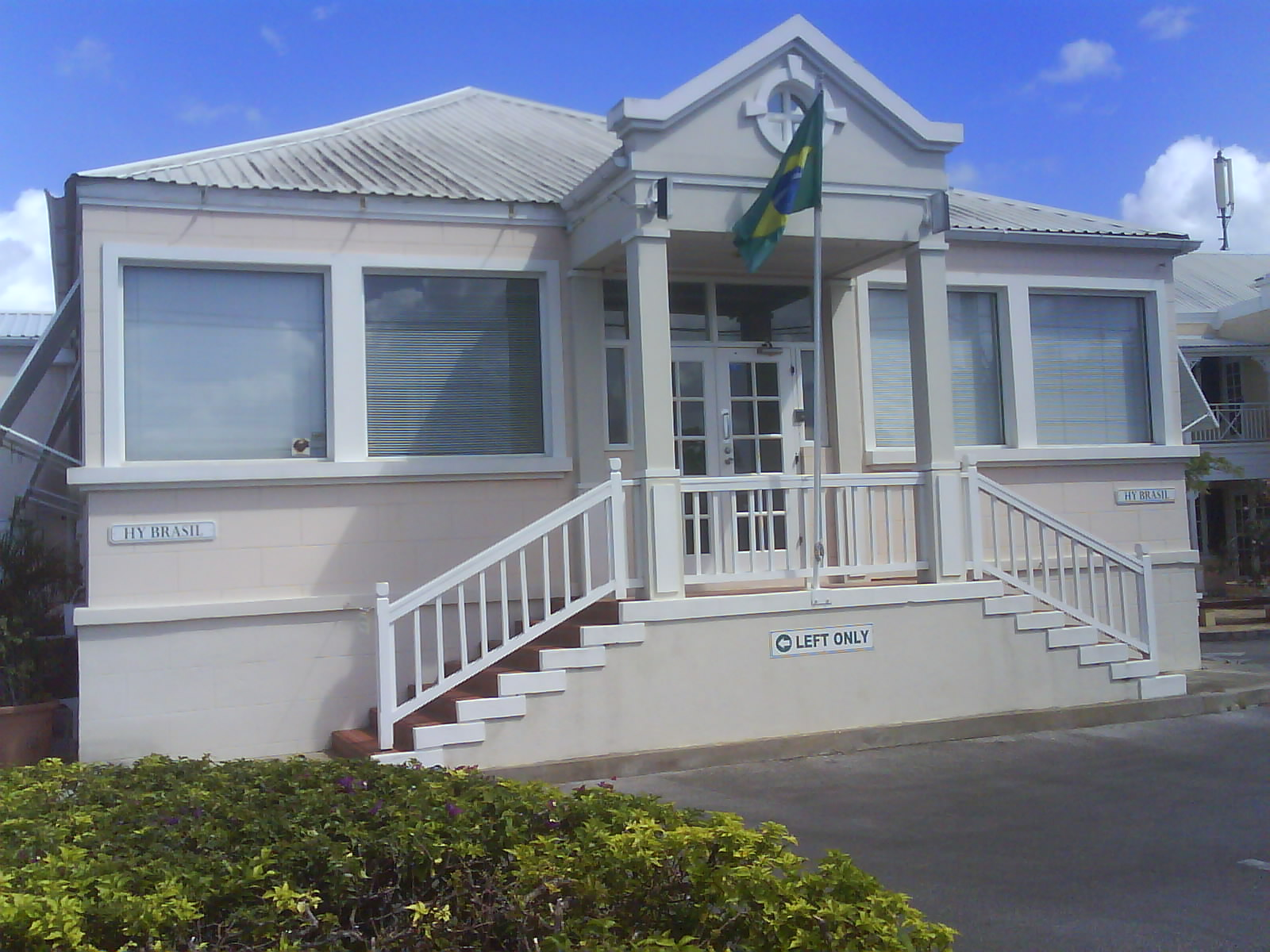
Brasilianische Botschaft in Bridgetown

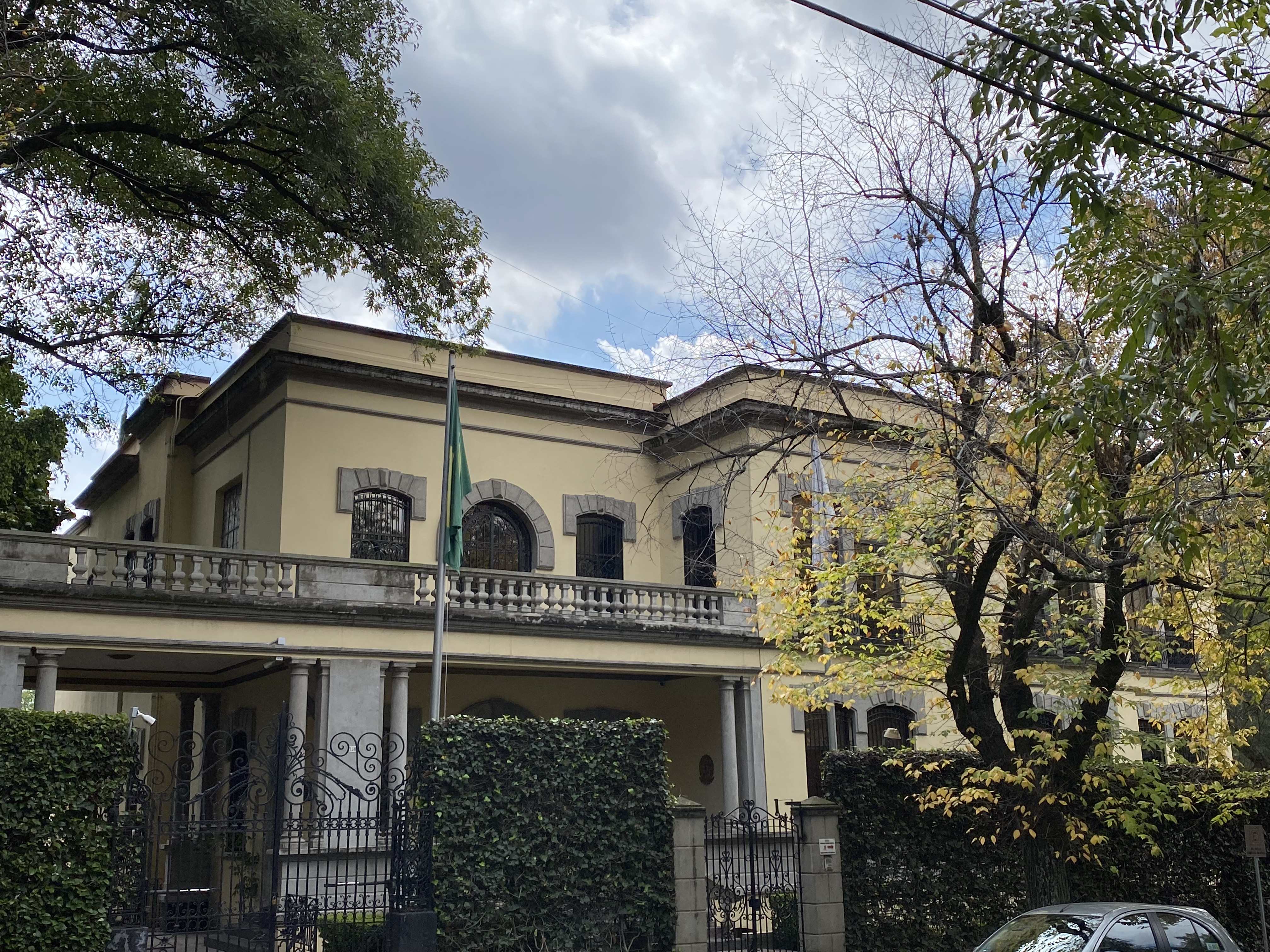
Brasilianische Botschaft in Mexiko-Stadt

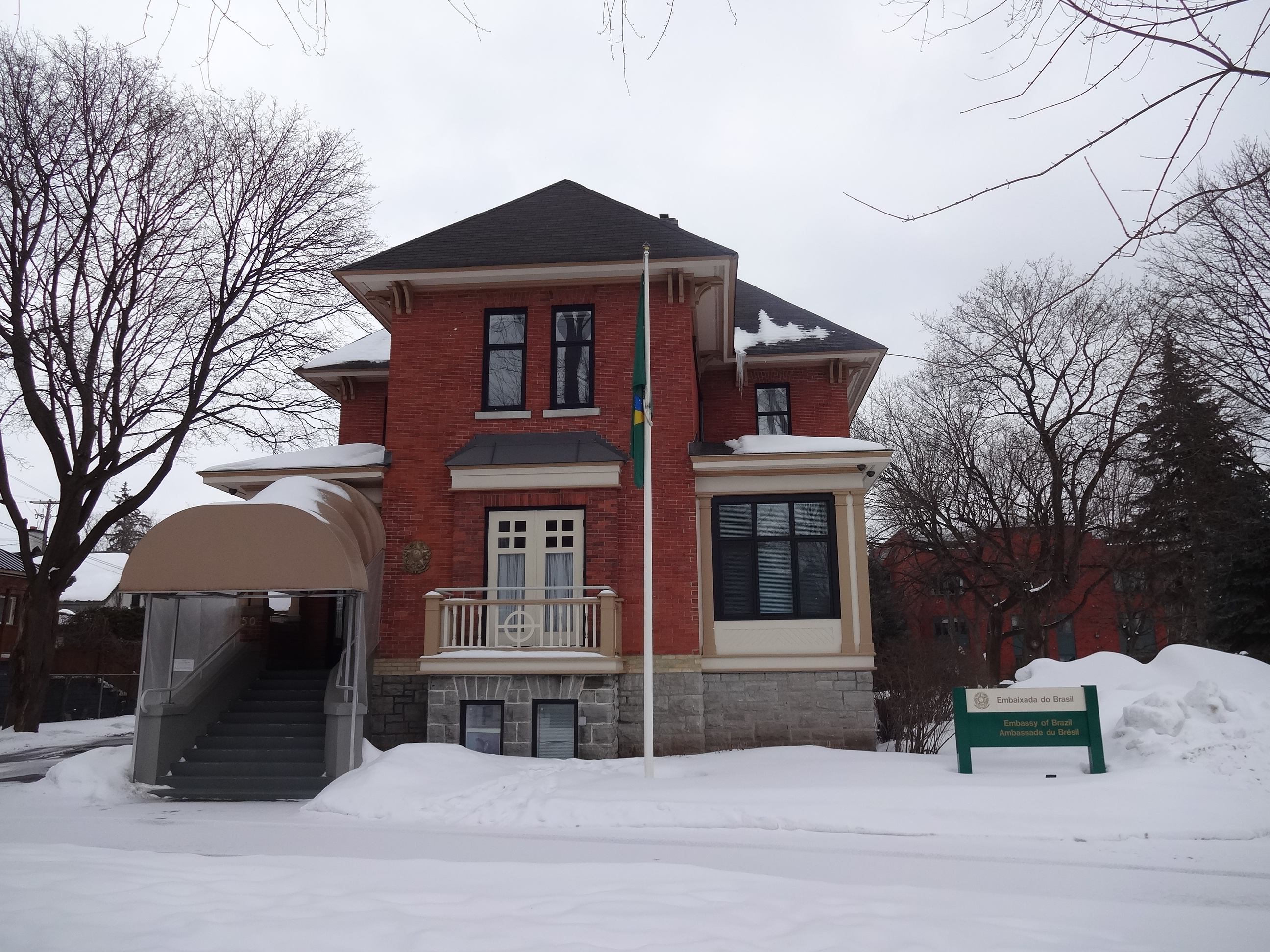
Brasilianische Botschaft in Ottawa

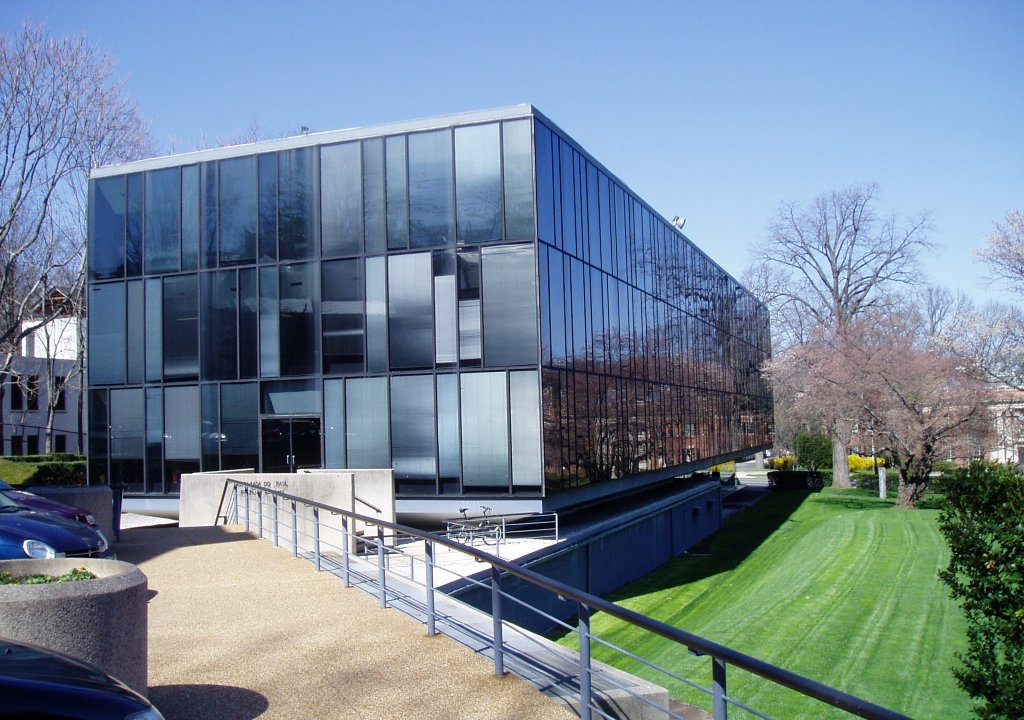
Brasilianische Botschaft in Washington, D.C.

| - Bahamas: Nassau, Botschaft (→ Liste der Botschafter) - Barbados: Bridgetown, Botschaft (→ Liste der Botschafter) - Belize: Belmopan, Botschaft (→ Liste der Botschafter) - Costa Rica: San José, Botschaft (→ Liste der Botschafter) - Dominikanische Republik: Santo Domingo, Botschaft (→ Liste der Botschafter) - El Salvador: San Salvador, Botschaft (→ Liste der Botschafter) - Guatemala: Guatemala-Stadt, Botschaft (→ Liste der Botschafter) - Haiti: Port-au-Prince, Botschaft (→ Liste der Botschafter) - Honduras: Tegucigalpa, Botschaft (→ Liste der Botschafter) - Jamaika: Kingston, Botschaft (→ Liste der Botschafter) - Kanada: Ottawa, Botschaft (→ Liste der Botschafter) - Kanada: Montreal, Generalkonsulat - Kanada: Toronto, Generalkonsulat - Kanada: Vancouver, Generalkonsulat | - Kuba: Havanna, Botschaft (→ Liste der Botschafter) - Mexiko: Mexiko-Stadt, Botschaft (→ Liste der Botschafter) - Nicaragua: Managua, Botschaft (→ Liste der Botschafter) - Panama: Panama-Stadt, Botschaft (→ Liste der Botschafter) - St. Lucia: Castries, Botschaft (→ Liste der Botschafter) - Trinidad und Tobago: Port of Spain, Botschaft (→ Liste der Botschafter) - Vereinigte Staaten: Washington, D.C., Botschaft (→ Liste der Botschafter) - Vereinigte Staaten: Atlanta, Generalkonsulat - Vereinigte Staaten: Boston, Generalkonsulat - Vereinigte Staaten: Chicago, Generalkonsulat - Vereinigte Staaten: Hartford, Generalkonsulat - Vereinigte Staaten: Houston, Generalkonsulat - Vereinigte Staaten: Los Angeles, Generalkonsulat - Vereinigte Staaten: Miami, Generalkonsulat - Vereinigte Staaten: New York, Generalkonsulat - Vereinigte Staaten: San Francisco, Generalkonsulat - Vereinigte Staaten: Orlando, Vizekonsulat |

### Südamerika

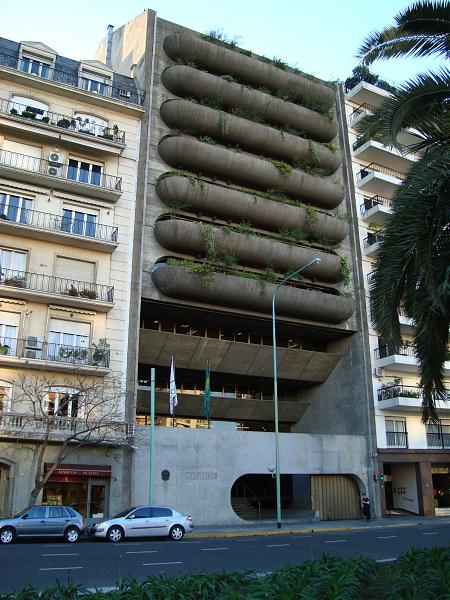
Brasilianische Botschaft in Buenos Aires

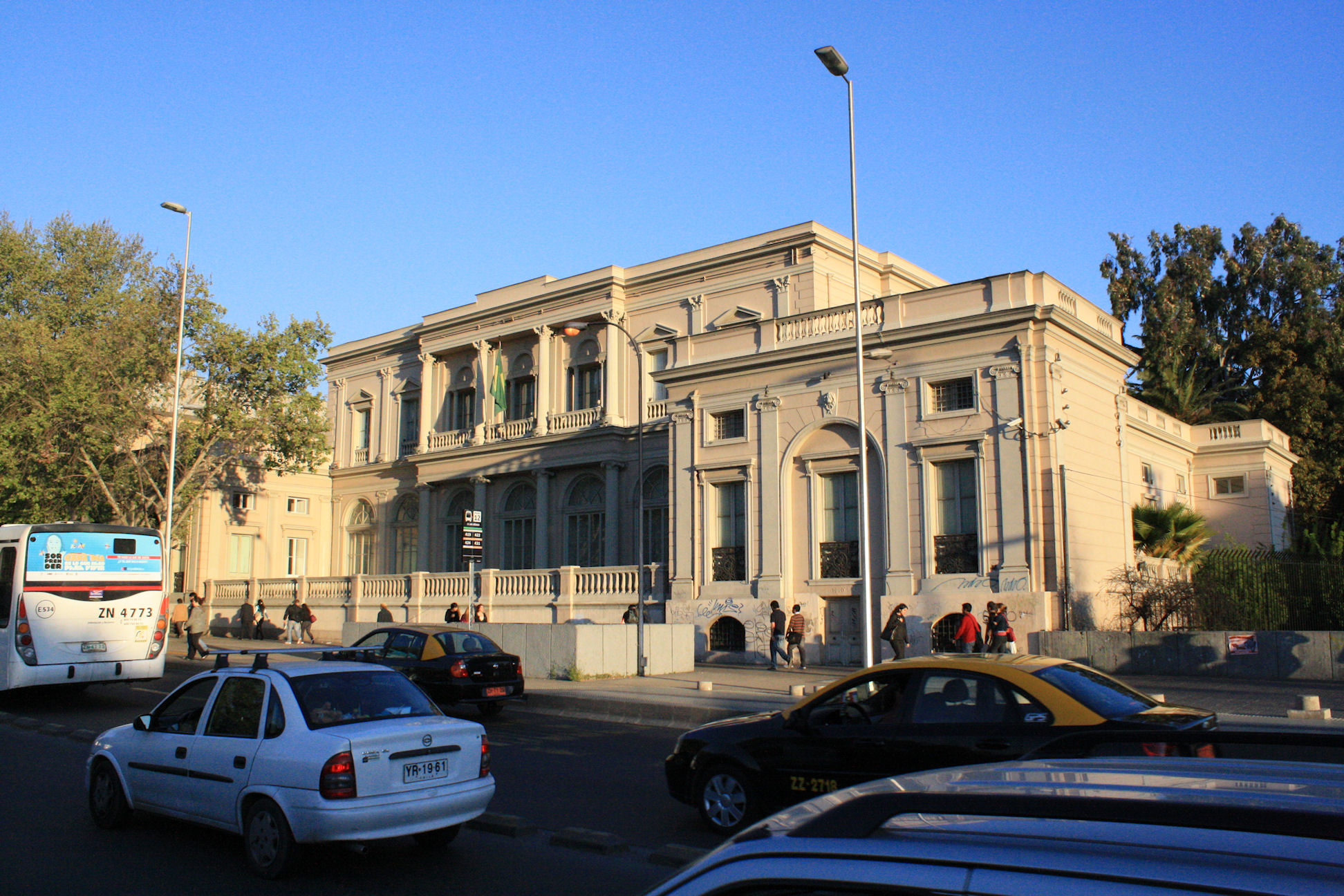
Brasilianische Botschaft in Santiago de Chile

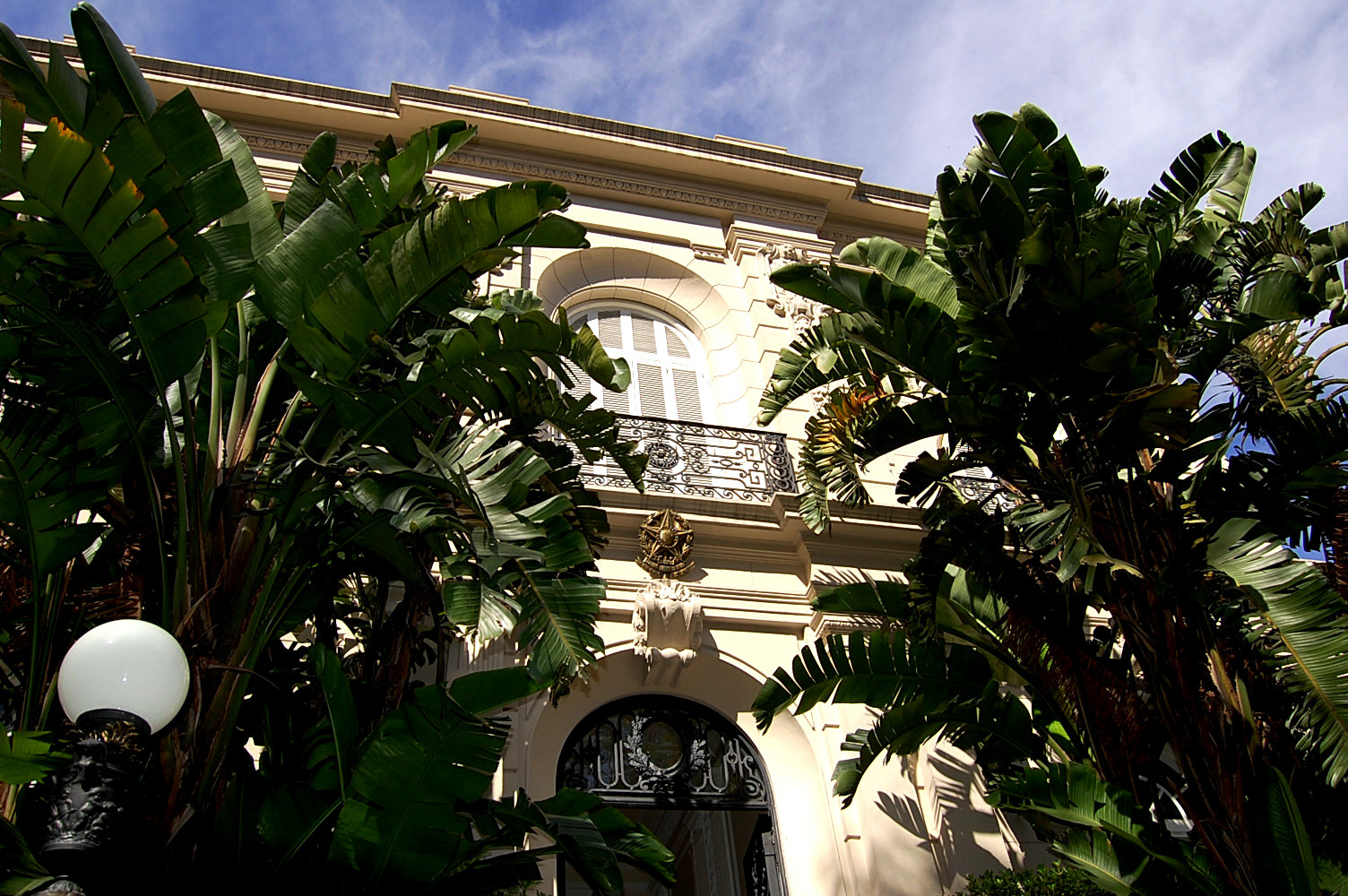
Brasilianische Botschaft in Montevideo

| - Argentinien: Buenos Aires, Botschaft (→ Liste der Botschafter) - Argentinien: Córdoba, Generalkonsulat - Argentinien: Mendoza, Generalkonsulat - Argentinien: Paso de los Libres, Vizekonsulat - Argentinien: Puerto Iguazú, Vizekonsulat - Bolivien: La Paz, Botschaft (→ Liste der Botschafter) - Bolivien: Santa Cruz de la Sierra, Generalkonsulat - Bolivien: Cobija, Vizekonsulat - Bolivien: Cochabamba, Vizekonsulat - Bolivien: Guayaramerín, Vizekonsulat - Bolivien: Puerto Suárez, Vizekonsulat - Chile: Santiago de Chile, Botschaft (→ Liste der Botschafter) - Ecuador: Quito, Botschaft (→ Liste der Botschafter) - Guyana: Georgetown, Botschaft (→ Liste der Botschafter) - Kolumbien: Bogotá, Botschaft (→ Liste der Botschafter) - Kolumbien: Leticia, Vizekonsulat | - Paraguay: Asunción, Botschaft (→ Liste der Botschafter) - Paraguay: Ciudad del Este, Generalkonsulat - Paraguay: Pedro Juan Caballero, Generalkonsulat - Paraguay: Concepción, Vizekonsulat - Paraguay: Encarnación, Vizekonsulat - Paraguay: Salto del Guairá, Vizekonsulat - Peru: Lima, Botschaft (→ Liste der Botschafter) - Peru: Iquitos, Konsulat - Suriname: Paramaribo, Botschaft (→ Liste der Botschafter) - Uruguay: Montevideo, Botschaft (→ Liste der Botschafter) - Uruguay: Rivera, Generalkonsulat - Uruguay: Chuy, Konsulat - Uruguay: Artigas, Vizekonsulat - Uruguay: Río Branco, Vizekonsulat |

## Vertretungen bei internationalen Organisationen
- Vereinte Nationen: New York, Ständige Vertretung
- Vereinte Nationen: Wien, Ständige Vertretung
- Vereinte Nationen: Genf, Ständige Vertretung
- Organisation der Vereinten Nationen für Erziehung, Wissenschaft und Kultur (UNESCO): Paris, Ständige Vertretung
- Organisation der Vereinten Nationen für Ernährung und Landwirtschaft (FAO): Rom, Ständige Vertretung
- Mercosur: Montevideo, Ständige Vertretung
- Organisation Amerikanischer Staaten (OAS): Washington, D.C., Ständige Vertretung
- CPLP (CPLP): Lissabon, Ständige Vertretung
- Europäische Union (EU): Brüssel, Ständige Vertretung (→ Liste der Botschafter)
- WTO: Genf, Ständige Vertretung